# Anton Corvinus
Antonius Corvinus (* 27. Februar 1501 oder 11. April 1501 in Warburg im Hochstift Paderborn; † 5. April 1553 in Hannover) war lutherischer Theologe, niedersächsischer Reformator und Landessuperintendent im Fürstentum Calenberg-Göttingen.

## Leben

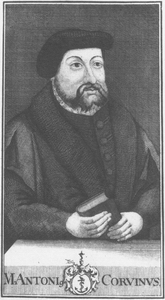
Anton Corvinus, 1501–1553

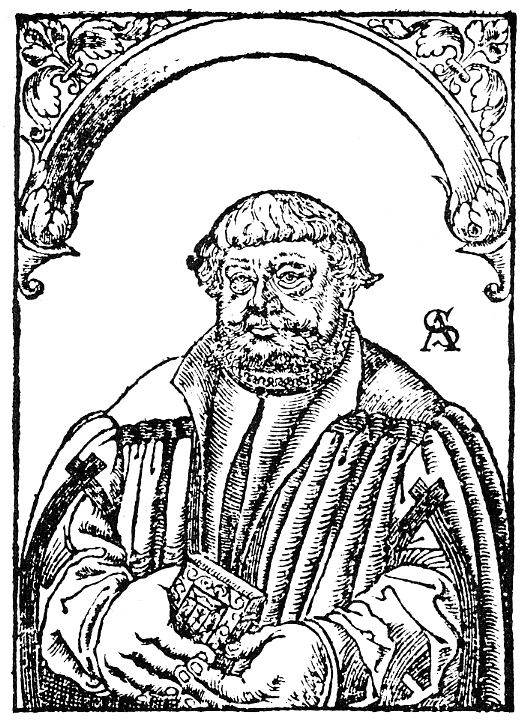
Anton Corvinus, 1546

Seine Eltern sind nicht exakt festzustellen. Sehr wahrscheinlich handelt es sich bei Corvinus um einen unehelichen Sohn von Lippold Rabe von Canstein, Domherr in Paderborn und Burggraf von Warburg mit einer Frau mit dem Nachnamen Cythogallus (genannt: Bierhahn, lat.: cervisia, Bier und gallus, der Hahn). Er selber nannte sich Antonius Rabe (lat.: corvus, der Rabe) und Anton Räbener und bis 1536 Antonius Zythogallus, Antonius Bierhahn oder Antonius Broihan. Er siegelt zudem stets mit dem mit einem Bastardbalken versehenen Wappen der Rabe von Canstein, dem gekrönten schwarzen, linksschreitenden (heraldisch: rechtsschreitenden) Raben.
Corvinus wurde nach manchen Berichten im Jahr 1519 Zisterziensermönch in Loccum, nach anderen in Riddagshausen; auf jeden Fall verließ er das Kloster im Jahr 1523, nachdem er Anhänger der lutherischen Lehre geworden war. Er studierte als Schüler Martin Luthers und Philipp Melanchthons in Wittenberg. Später war er Pfarrer in Goslar (1528) und Witzenhausen (1529). Er war Berater für Landgraf Philipp von Hessen und später der Herzoginwitwe Elisabeth und führte unter ihrem Schutz 1539 die Reformation in Northeim, Hildesheim (1541, zusammen mit Johannes Bugenhagen) und Calenberg ein. 1540 verfasste er die erste Calenberger Kirchenordnung. Dabei wurde er von seinem Verwandten, dem Hessischen und Calebergischen Leibarzt und Hofrat Burkhard Mithoff, unterstützt. 1542 wurde Corvinus Pfarrer in Pattensen und General-Superintendent des Fürstentums Braunschweig-Calenberg. 1542 visitierte er als Interimssuperintendet Kirchen des Landes Lippe.
Der katholische Landesherr Erich II. akzeptierte im Jahr 1548 das Augsburger Interim des katholischen Kaisers. Auf der lutherischen Synode von Münden stellten sich Anton Corvinus und der Pattenser Prediger Walter Hoiker (auch Hocker genannt) gemeinsam mit 140 Geistlichen 1549 erbittert gegen das Interim. Daraufhin setzte Erich II. Anton Corvinus und Walter Hoiker am 2. November 1549 in der Feste Calenberg in Beugehaft, um sie und die übrigen Geistlichen zur Annahme des Interims zu zwingen. Die Gefangenen wurden gut verpflegt, konnten Post empfangen und beantworten und durch ein geöffnetes Fenster mit ihren Besuchern sprechen. Nach dem Passauer Vertrag, als der Kaiser das Interim für ungültig erklärt hatte und Erich II. bei ihm in Ungnade gefallen war, entließ Erich II. die beiden Gefangenen am 21. Oktober 1552.
Anschließend war Anton Corvinus Pastor an der Aegidienkirche in Hannover. Docter Corvynus ist den 5. April 1553 zu Hannover gestorben und in S.Georgii Kirchen von 8 Predigern vom Lande zu Begräbnis getragen, und auf dem Chor vor dem Altar begraben worden, seines Alters 52 Jahr. Er hatte zwei Söhne und drei Töchter.

## Sonstiges
Nach Anton Corvin sind das Gymnasium Corvinianum in Northeim und zahlreiche Kirchen benannt.